# San Payo (Castro Caldelas)
San Payo (llamada oficialmente San Paio de Abeleda) es una parroquia del municipio español de Castro Caldelas, en la provincia de Orense, Galicia.

## Organización territorial
La parroquia está formada por ocho entidades de población:

### Entidades de población
Entidades de población que forman parte de la parroquia:
- El Coto (O Coto)(O Couto)
- Pousada de Abajo (Pousada de Abaixo)
- San Miguel
- Santiurjo (Santiurxo)
- Soutelo

### Despoblados
Despoblados que forman parte de la parroquia:
- Ivedo (O Ivedo)
- Tapada (A Tapada)
- Valverde

## Demografía
| Gráfica de evolución demográfica de San Payo entre 2000 y 2022 |
|                                                                |
| Datos según el nomenclátor publicado por el INE.               |